# 친랜드 FC
친랜드 FC는 친주를 연고로 하는 미얀마의 축구단이다. 현재는 MNL-2 리그에 참가하고 있다.